# Англомовний світ

Країни, де англійська мова є державною або рідною мовою для більшості населення

Англомовний світ або англофони — англомовне населення планети, передусім носії англійської мови.
Близько 2 мільярдів людей розмовляють англійською мовою. Англійська мова є найпоширенішою у світі мовою за кількістю мовців і третя найпоширеніша мова за кількістю носіїв. Із 300 мільйонами носіїв, Сполучені Штати Америки є найбільшою англомовною країною світу. Більшість носіїв англійської мови є американцями.
Окрім цього, 79 мільйонів носіїв англійської мови живуть у Нігерії, 92 млн — у Філіппінах, 60 млн — у Великій Британії, 30 млн — у Бангладеші, 29 млн — у Канаді, 25,1 млн — в Австралії, 4,7 млн — в Ірландії та 4,9 млн — у Новій Зеландії. Деякі країни, як-от Гана та Уганда використовують англійську мову як основну та офіційну.
У Європейському Союзі англійська мова є однією з 24 мов, що широко застосовуються різними інституціями та більшістю населення (Велика Британія й Ірландія), а також як друга мова в багатьох країнах-членах.
Приблизні оцінювання, що включають мовців, для яких англійська є другою мовою, варіюють від 470 мільйонів до понад 2 мільярдів. Девід Кристал підрахував, що станом на 2003 рік мовці, що не є носіями мови, чисельно переважали над носіями у співвідношенні 3 до 1. За врахування як носіїв, так і мовців англійської як другої мови, англійська є найпоширенішою мовою у світі.
Окрім основних різновидів англійської мови, як-от британська англійська, американська англійська, канадська англійська, австралійська англійська, ірландська англійська, новозеландська англійська та їхніх підвидів, у таких країнах як Південна Африка, Індія, Філіппіни, Ямайка та Нігерія проживають мільйони носіїв діалектного континууму, що варіюють від креолів, що базуються на англійській, аж до стандартної англійської.
Станом на тепер, існує припущення, що Індія є другою за кількістю мовців країною у світі. Найімовірніше приблизне оцінювання стверджує, що близько 10 % населення країни, або ж 125 мільйонів людей, розмовляють англійською мовою, поступаючись лише Сполученим Штатам Америки; також очікується, що їхня кількість зросте в чотири рази упродовж наступних десяти років.

## Канада
У вужчому контексті канадського суспільства вживається як демографічний, політичний та мовний термін для позначення англомовних жителів країни, які складають 59,2 % населення країни (за переписом 2001) на противагу франкомовним (франкофони — 23,7 %) або іншомовним (Алофон — 17,1 %) жителям країни. Термін широко вживається в обох офіційних мовах Канади, особливо на території переважно франкомовної провінції Квебек, а також часто у французькій мові у всьому світі.